# Purchawka brunatna
Purchawka brunatna (Lycoperdon umbrinum Pers.) – gatunek grzybów z rodziny purchawkowatych (Lycoperdaceae).

## Systematyka i nazewnictwo
Pozycja w klasyfikacji według Index Fungorum: Lycoperdon, Lycoperdaceae, Agaricales, Agaricomycetidae, Agaricomycetes, Agaricomycotina, Basidiomycota, Fungi.
Niektóre synonimy nazwy naukowej:
- Lycoperdon hirtum (Pers.) Mart. 1817
- Lycoperdon umbrinum var. curtisiiforme Hollós 1904
- Lycoperdon umbrinum var. hirsutum Alb. & Schwein. 1805
- Lycoperdon umbrinum var. hirtellum Peck
- Lycoperdon umbrinum Pers. 1801 var. umbrinum

Nazwę polską podała Wanda Rudnicka-Jezierska w 1991 r.

## Morfologia
Owocnik
Do 3 cm szerokości i 4 cm wysokości. Kształt przeważnie odwrotnie gruszkowaty, rzadziej kulisty. Dolna część owocnika zwężona, połączona z podłożem sznurami białej grzybni. Początkowo owocniki są białe, szybko jednak stają się brunatne. Powierzchnia egzoperydium pokryta cienkimi i gęstymi kolcami o wysokości do 1 mm. Są one wszystkie jednakowe i sztywne. Wyginają się ku sobie tworząc coś w rodzaju kutneru. Podczas dojrzewania owocnika kolce pozostają pojedyncze, albo tworzą gwiazdkowate skupiska o barwie początkowo jasnobrązowej, potem brązowej, w końcu ciemnobrązowej. U dojrzewającego owocnika pomiędzy kolcami widoczne jest błyszczące, papierowate endoperydium. U młodych owocników jest ono białawe, potem brązowe. Otwiera się na szczycie niewielkim otworem. Podglebie z dużymi komorami, początkowo białe, potem szarobrązowe i szarofioletowe. W miarę dojrzewania owocnika przechodzi w kolumellę. Gleba o barwie od oliwkowobrązowej do brązowej.
Cechy mikroskopowe
Zarodniki kuliste, o rozmiarach 3,5–4,5 (5) μm, kuliste, bez sterygm. Ich powierzchnię pokrywają brodawki w liczbie 6–12 na obwodzie. Występuje słabo rozwinięta, żółtawobrązowawa, elastyczna włośnia, zbudowana z cienkościennych, rzadko septowanych strzępek o grubości 6 μm z dużymi jamkami.
Gatunki podobne
- purchawka miękka (Lycoperdon molle) jest jaśniejsza, szarobrązowa, do barwy kawy z mlekiem, nieco mniejsza[4].
- purchawka cisawa (Lycoperdon lividum). Odróżnia się ona ziarnistą strukturą egzoperydium oraz źle wykształconą kolumellą[5].

## Występowanie i siedlisko
Purchawka brunatna jest szeroko rozprzestrzeniona w Ameryce Północnej i Europie, ponadto podano jej występowanie w Ameryce Środkowej i Azji Wschodniej. W Polsce jest dość pospolita.
Rośnie na ziemi w różnego typu lasach, rzadziej w parkach. Szczególnie często spotykana pod jodłą pospolitą i kosodrzewiną. Owocniki wytwarza od sierpnia do listopada.